# Římskokatolická farnost Rožmitál na Šumavě
Římskokatolická farnost Rožmitál na Šumavě je územním společenstvím římských katolíků v rámci českokrumlovského vikariátu českobudějovické diecéze.

## O farnosti

### Historie
Plebánie v Rožmitálu existovala již ve 13. století. Od roku 1259 patřila vesnice do majetku vyšebrodských cisterciáků. Ti měli vůči plebánii patronátní právo a duchovní správu zde vykonávali buď duchovní, prezentovaní klášterem, či vyšebrodští mniši sami. V roce 1422 městečko Rožmitál vyplenili husité, v důsledku čehož místní plebánie málem zanikla. Až od roku 1630 jsou vedeny farní matriky a o osm let později byla obnovena místní duchovní správa. V Rožmitále byla ustavena samostatná farnost. Ve 20. století přestal být do farnosti ustanovován sídelní duchovní správce. Farní kostel je zasvěcen svatým apoštolům Šimonovi a Judovi, bývá též uváděno zasvěcení Nanebevzetí Panny Marie.

### Současnost
Farnost je administrována ex currendo z Kaplice.
| Fotografie | Kostel                   | Místo              | Bohoslužba                | Bohoslužba                 | Poznámka     |
| ---------- | ------------------------ | ------------------ | ------------------------- | -------------------------- | ------------ |
|            | Kostel sv. Šimona a Judy | Rožmitál na Šumavě | sobota (mimo 1. v měsíci) | 17.00 v zimě, 18.00 v létě | farní kostel |